# Bonabéri
Bonaberi , sur la rive droite du fleuve Wouri, se confond avec la commune d'arrondissement de Douala IV, subdivision de la ville de Douala. La mairie a pour siège le quartier Bonassama. C'est un arrondissement mixte, mêlant zone industrielle, quartiers résidentiels et habitat spontané.

## Géographie

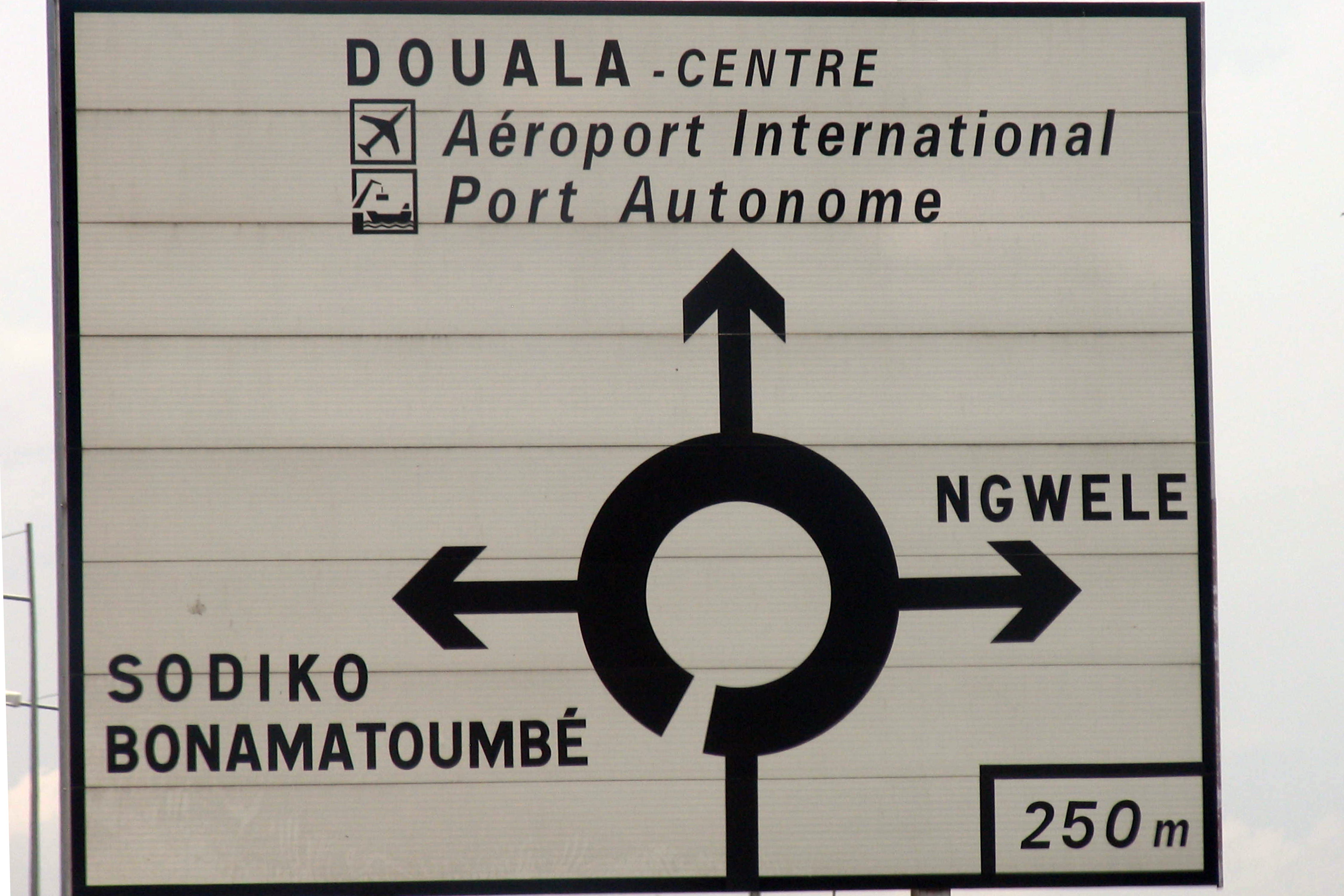
Localisation.

Située sur une presqu'île faisant face aux autres arrondissements de Douala et Reliée aux arrondissements de l'est par un double pont sur le fleuve, Bonaberi s'étend sur la rive droite de l'estuaire du Wouri entre les quartiers de Bonassama sur la pointe sud de la presqu'île et les confins du département du Moungo dans les quartiers Bonjongo, Ndobo et Bonendale.
Bonaberi est desservie par deux routes principales, la nationale 3 dite "Nouvelle Route" et l'ancienne route Douala-Nkongsamba.
| Dibombari | Dibombari        | Douala V |
| Tiko      | Bonabéri         | Douala I |
| Douala VI | Bouches du Wouri |          |

## Histoire

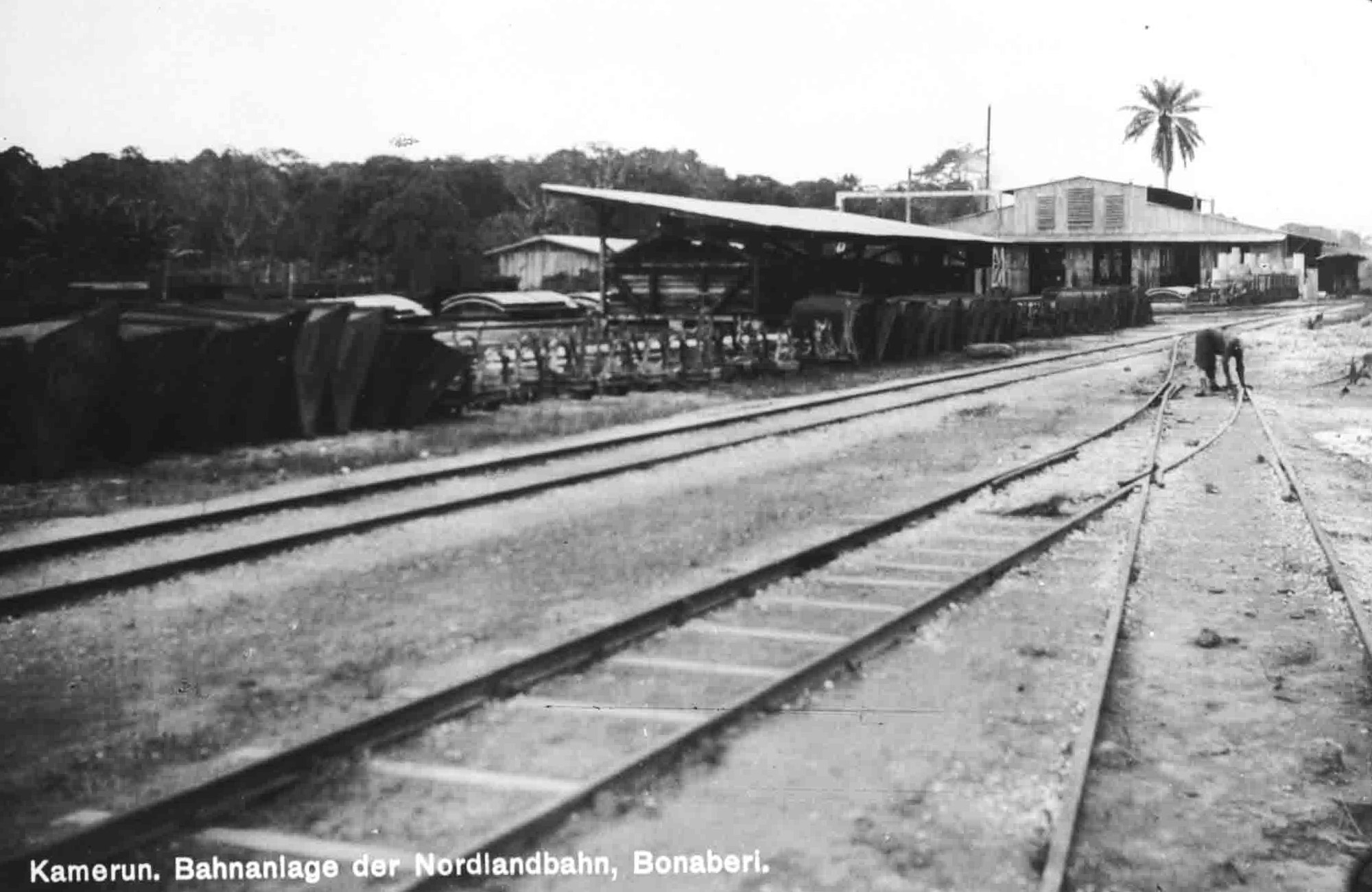
Gare à Bonaberi (1900-1908)

Il est nommé « Hickory Town » par les premiers explorateurs de la côte du Cameroun. Les Bonabéri et le Bonanjo font partie du même clan Douala. La commune d'arrondissement de Douala IV est créée en 1987 comme subdivision de la Communauté urbaine de Douala.

## Administration
La commune d'arrondissement est dirigée par un maire depuis 1987.
| Période     | Identité                    | Parti | Notes                               |
| ----------- | --------------------------- | ----- | ----------------------------------- |
| 2020 - 2025 | Edouard Hervé Moby Mpah     | RDPC  | Docteur en médecine et enseignant   |
| 2013 - 2020 | Frédéric Amond Koum Elangue | RDPC  | homme d'affaires                    |
| 2007 - 2013 | John Ndangle Kumase         | SDF   |                                     |
| 2002 - 2007 | Gabriel Fandja              | RDPC  |                                     |
| 1996 - 2002 | Isaac Kwemo                 | SDF   | homme d'affaires                    |
| 1987 - 1996 | El Hadj Tanko Amadou        | RDPC  | chef traditionnel, homme d'affaires |

## Chefferies traditionnelles
L'arrondissement de Douala IVe est le siège de l'une des six chefferies traditionnelles de 1er degré du département du Wouri  :
- Chefferie Belle Belle

## Quartiers
La commune est constituée de deux groupements pour 20 quartiers :

### Douala Ville
- Bonendale 2
- Besseke
- Bilingue
- Bonamatoumbe Ville
- Bonambappé
- Bonaminkano
- Bonassama
- Grand Hangar
- Mambanda
- Ndobo
- Ngwele
- Nkomba
- Sodiko Ville

### Bele Bele

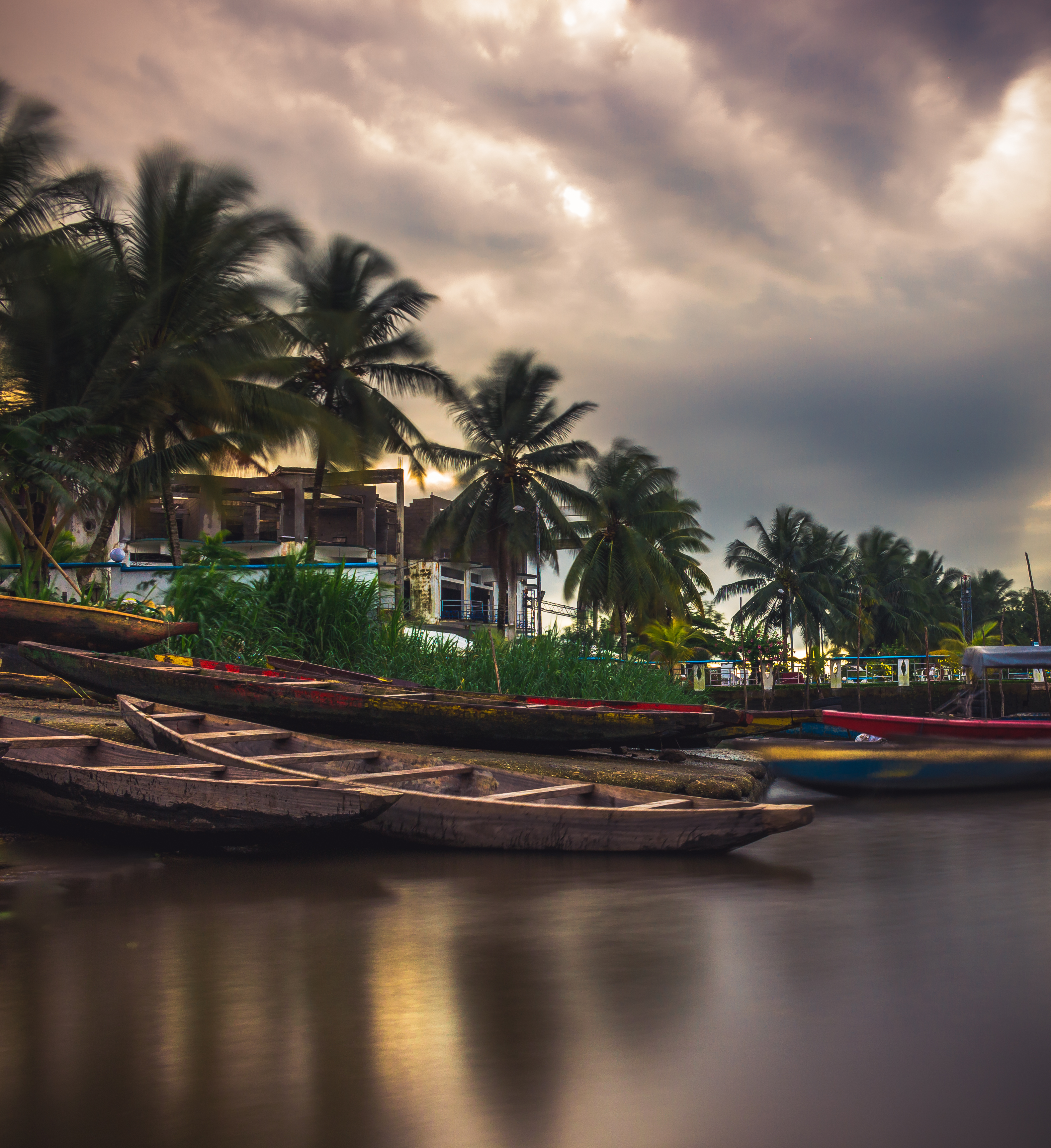
Berges du Wouri

- Bojongo
- Bonamatoumbe Village
- Bonendale I
- Bonendale II
- Djébalè I
- Djébalè II
- Sodiko Village

## Enseignement
L'arrondissement de Bonabéri compte 8 établissements secondaires publics dont 6 lycées et 2 collèges, 3 sont francophones et cinq bilingues.
- CES bilingue de Bonassama
- CETIC de Bonaberi
- Lycée bilingue de Bojongo
- Lycée bilingue de Bonaberi
- Lycée bilingue de Mambanda
- Lycée bilingue de Sodiko
- Lycée polyvalent de Bonaberi
- Lycée technique de Bonaberi

## Cultes
Plusieurs lieux de cultes sont présents dans la ville tels les églises catholiques et les temples protestants. Les neuf paroisses catholiques, Saint-Louis de Bonabéri, Notre-Dame de l'Amour de Ngwelé, Saint Grégoire de Ndobo, Saint Joseph de Bonendalé, Saint-Pierre de Grand Hangar, Saint Gabriel Archange de Mpanjo, Saint Philippe du Quartier bilingue, Notre-Dame du Rosaire de Mambanda, Saint-Thimothée de Sodiko-Ville relèvent de la doyenné Wouri VIII de l'Archidiocèse de Douala,. Les temples, tels que, Triumphant Baptist Church, EEC Grand-Hangar représentent diverses dénominations protestantes. Le culte musulman est établi à la mosquée centrale de Mambanda.

## Économie
La zone industrielle de Douala Bonabéri (ZIBO) d'une superficie 192 ha s'étend sur les rives du fleuve Wouri en aval du pont. Elle constitue une zone industrielle diversifiée de 70 entreprises de différents secteurs : aciérie, agro-alimentaire, bâtiment et travaux publics, brasseries, cimenterie, concession automobile, engrais et pesticides, métallurgie, scierie, tannerie, traitement des déchets.
- Cimenteries du Cameroun, usine de broyage à Bonabéri.
- Toyota
- Volvo
- OK plastics Cameroon, usine de fabrication de produits plastiques
- SOTICAM, usine agroalimentaire
- Sources du Pays
- COMETAL, usine métallurgique
- Sika Cameroun, entreprise de matériaux de construction.
- Cimenteries d'Afrique

## Vues de Bonabéri

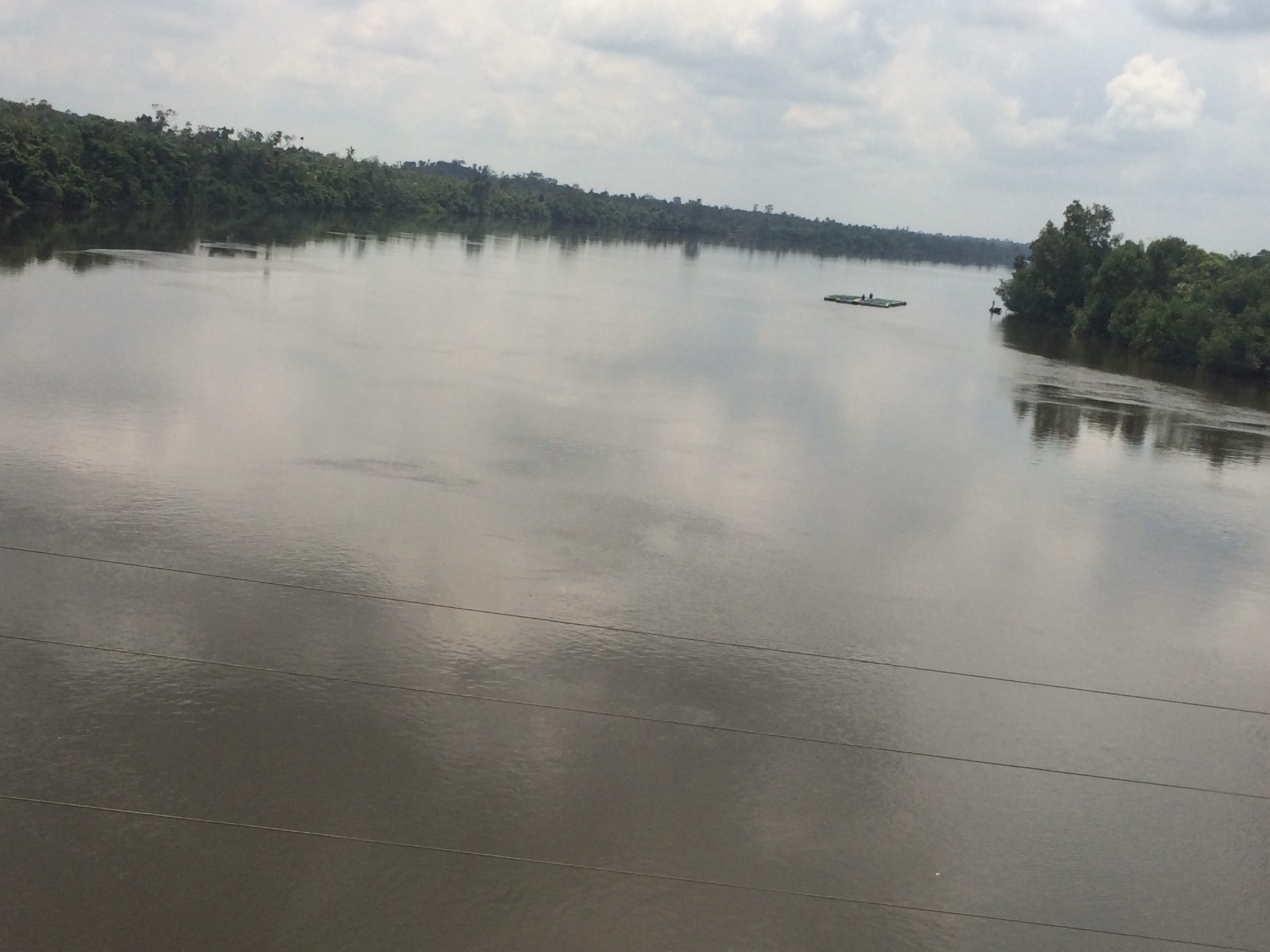
Rive de bonabéri sur le wouri
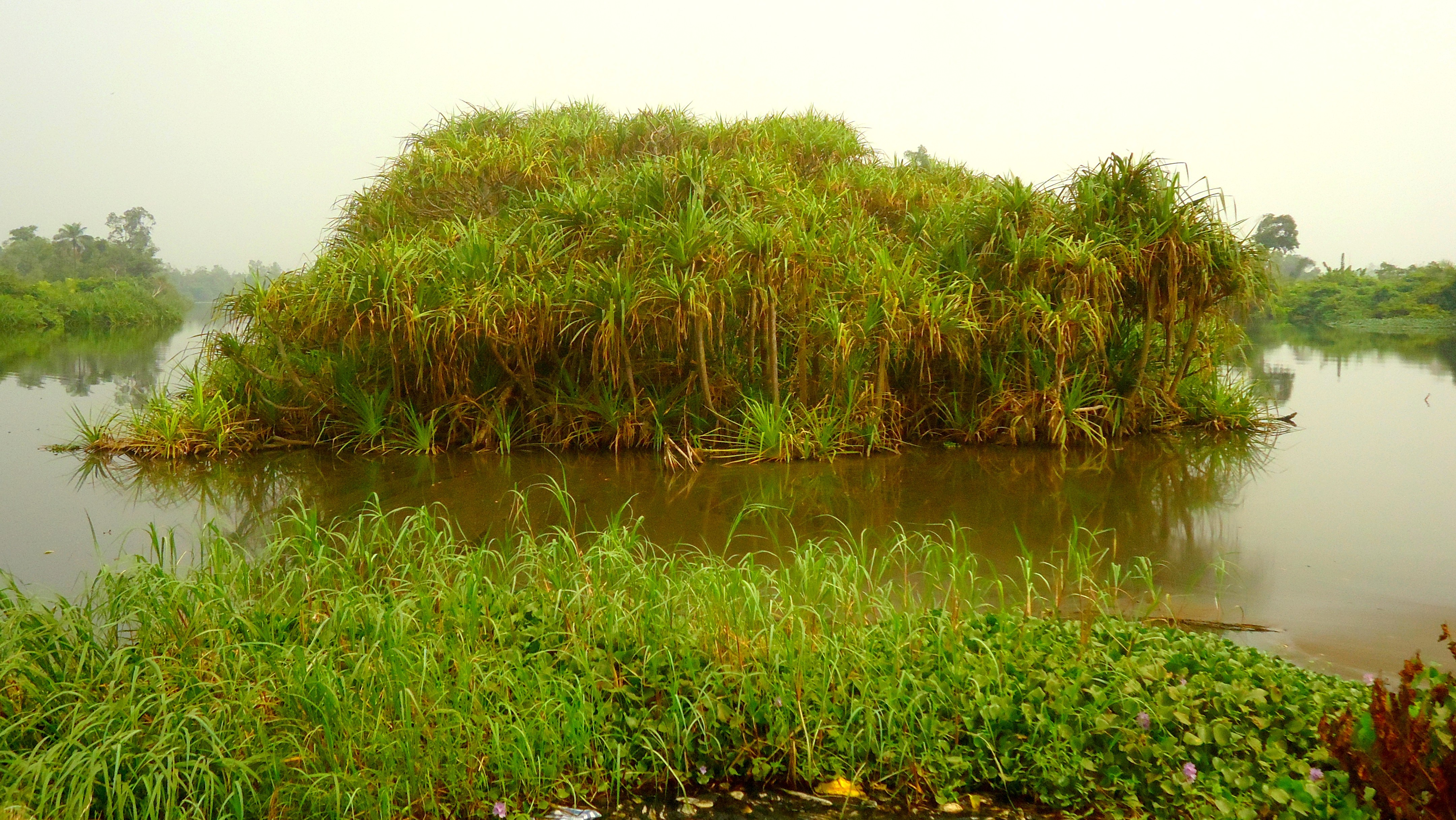
Mangrove Bonabéri
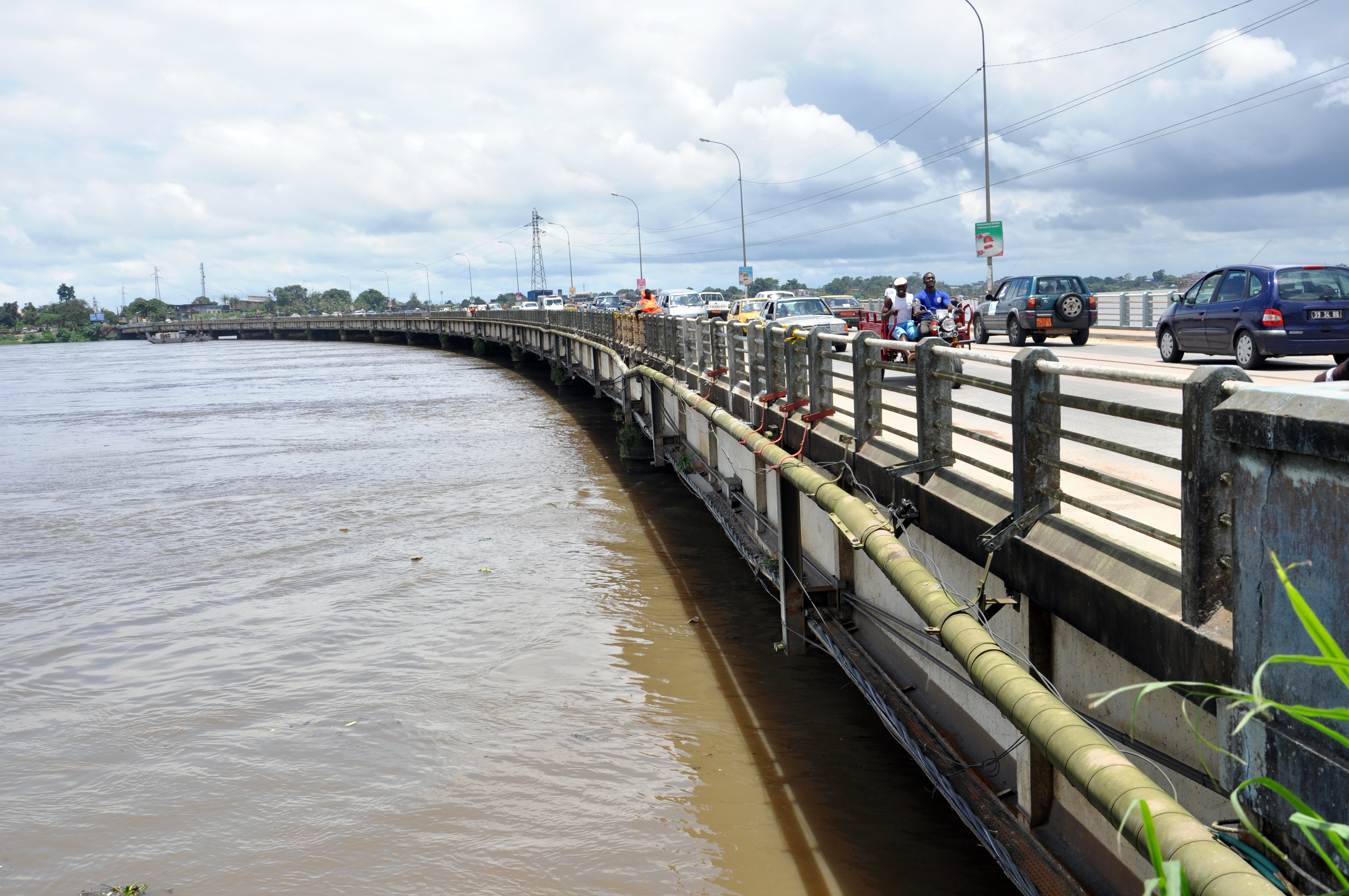
Pont sur le wouri: Entrée de Bonabéri
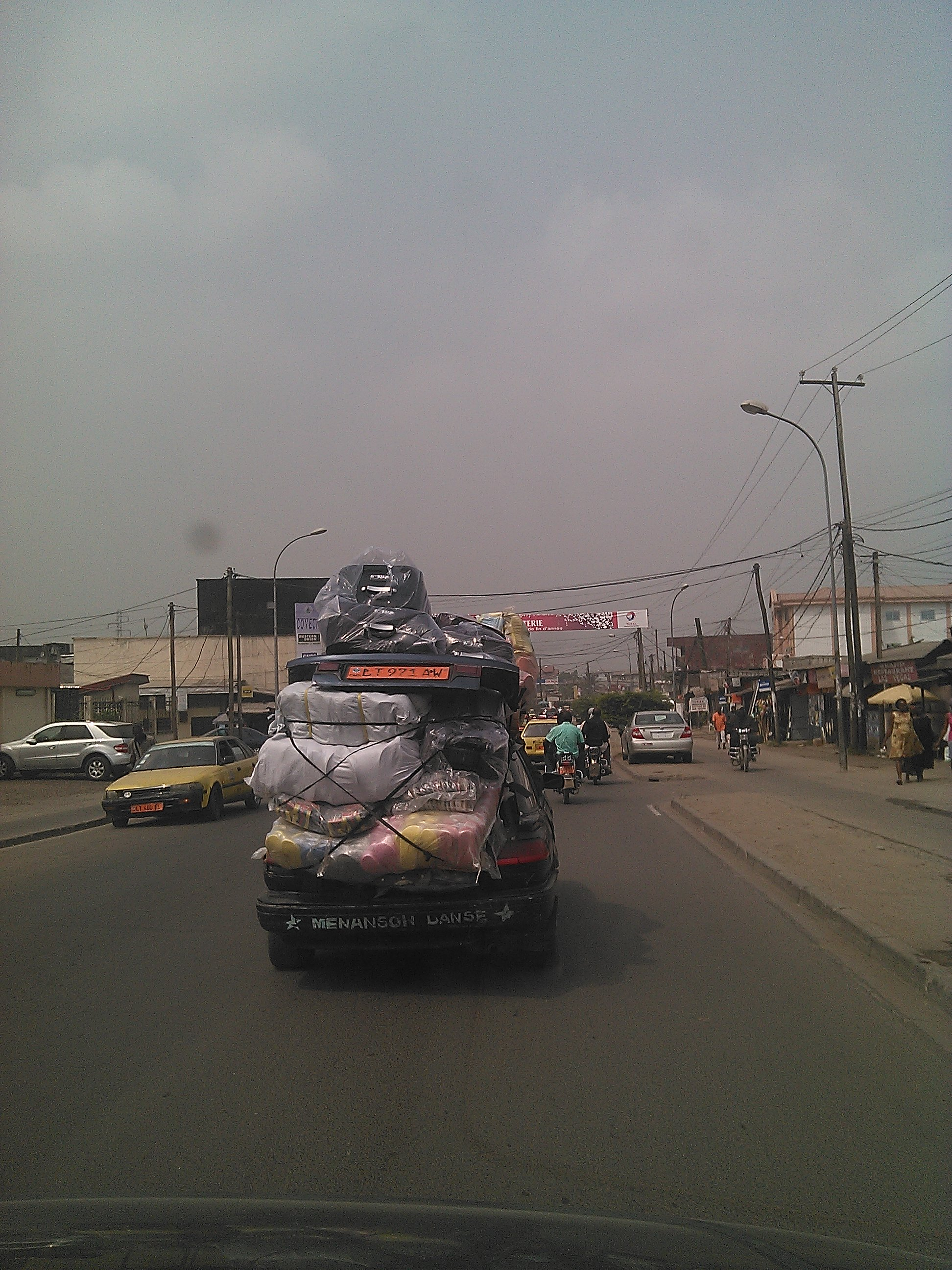
Taxi-brousse à Bonabéri (2016-2017)
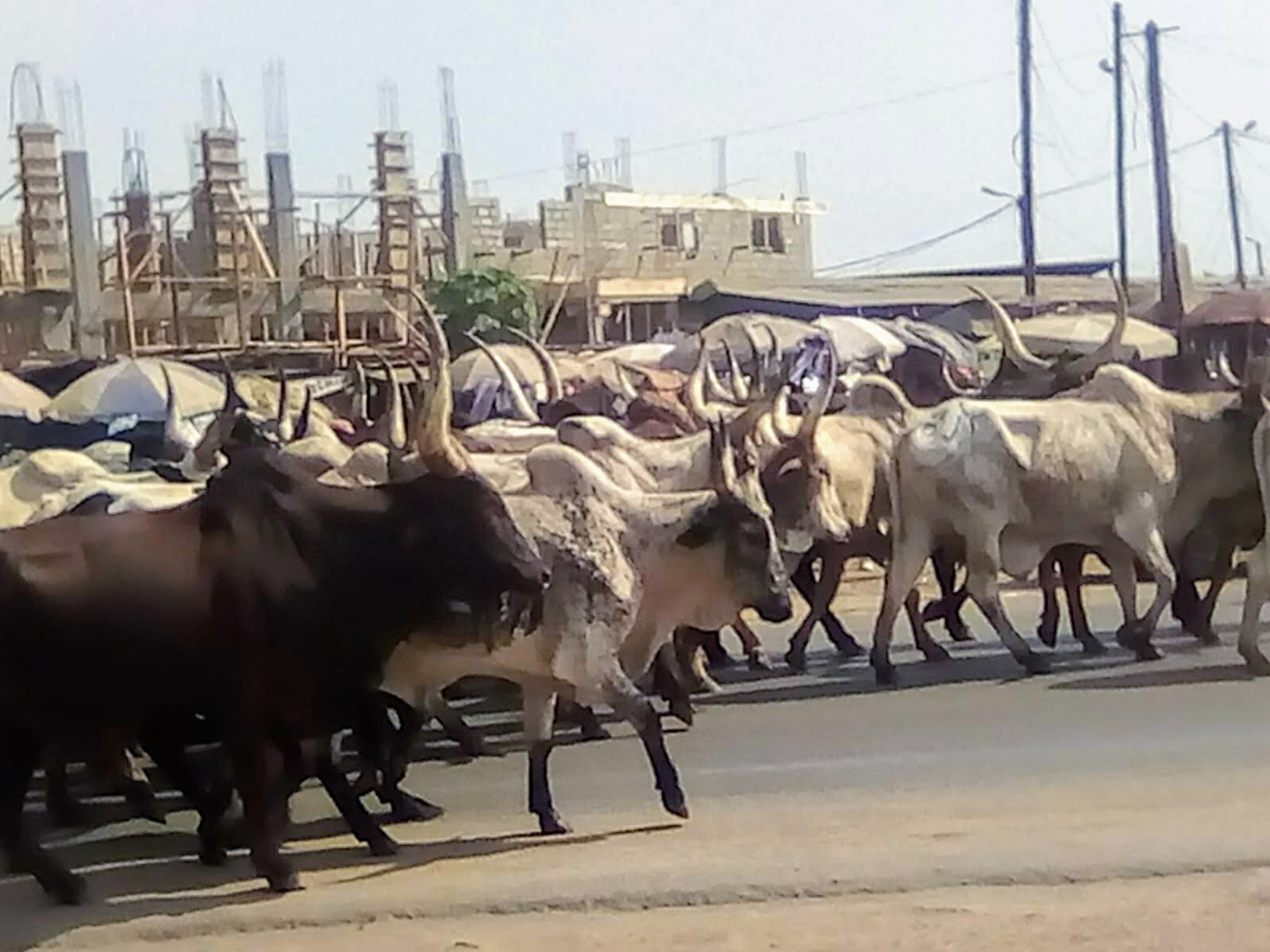
Troupeau de bœufs sur la chaussée (2019).
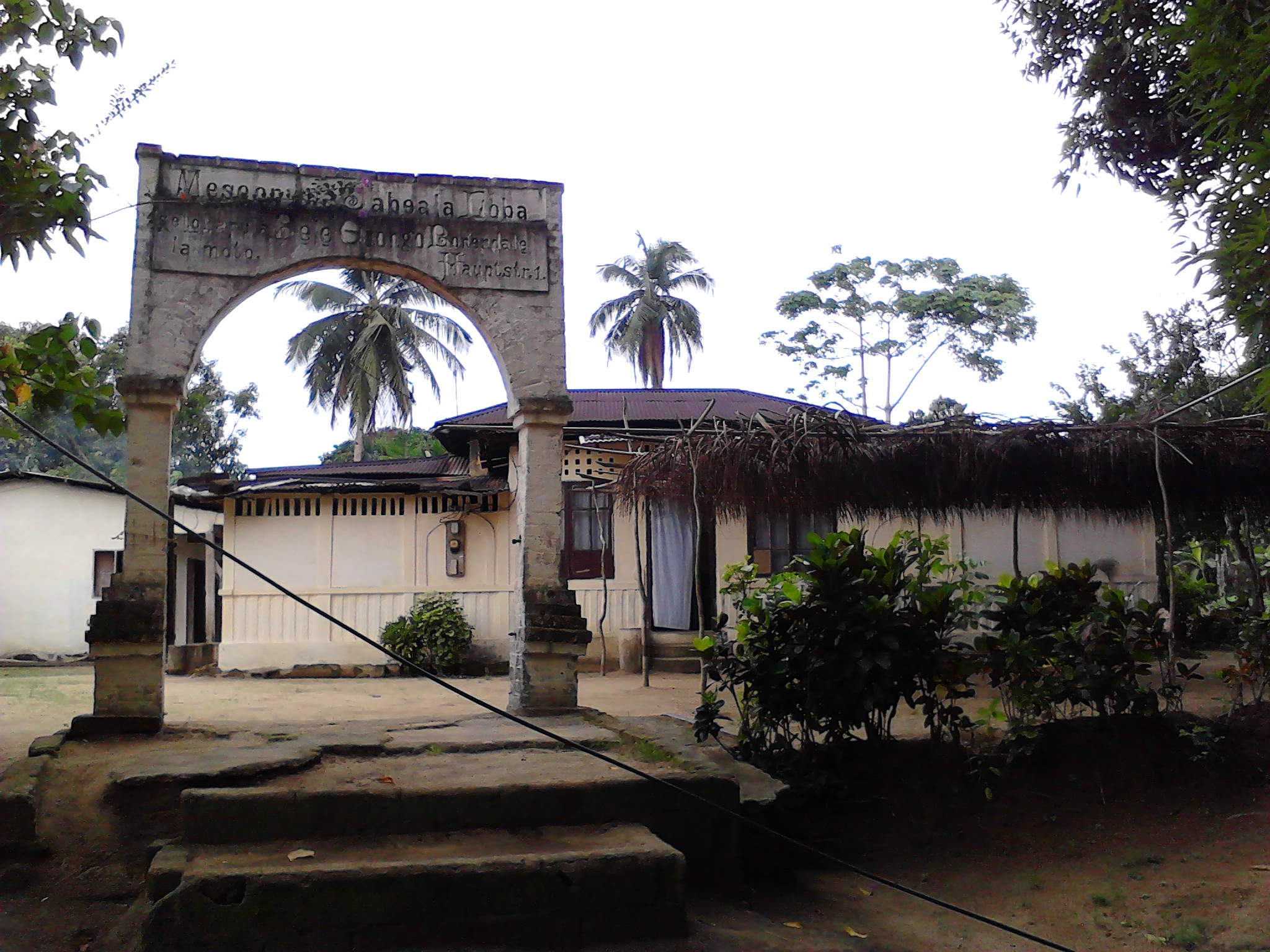
Chefferie à Bonendale (2013)
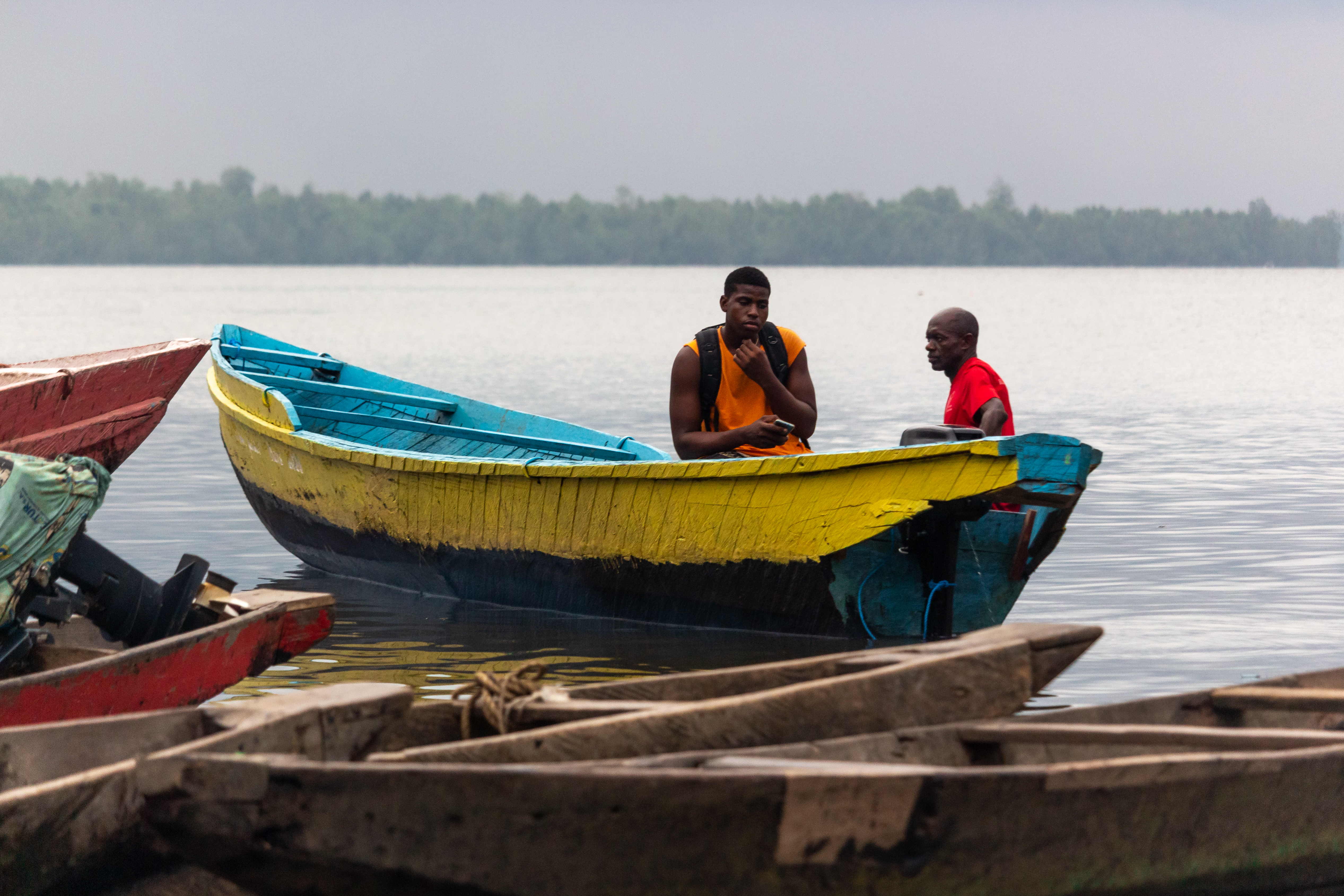
Barques sur le Wouri (2020)
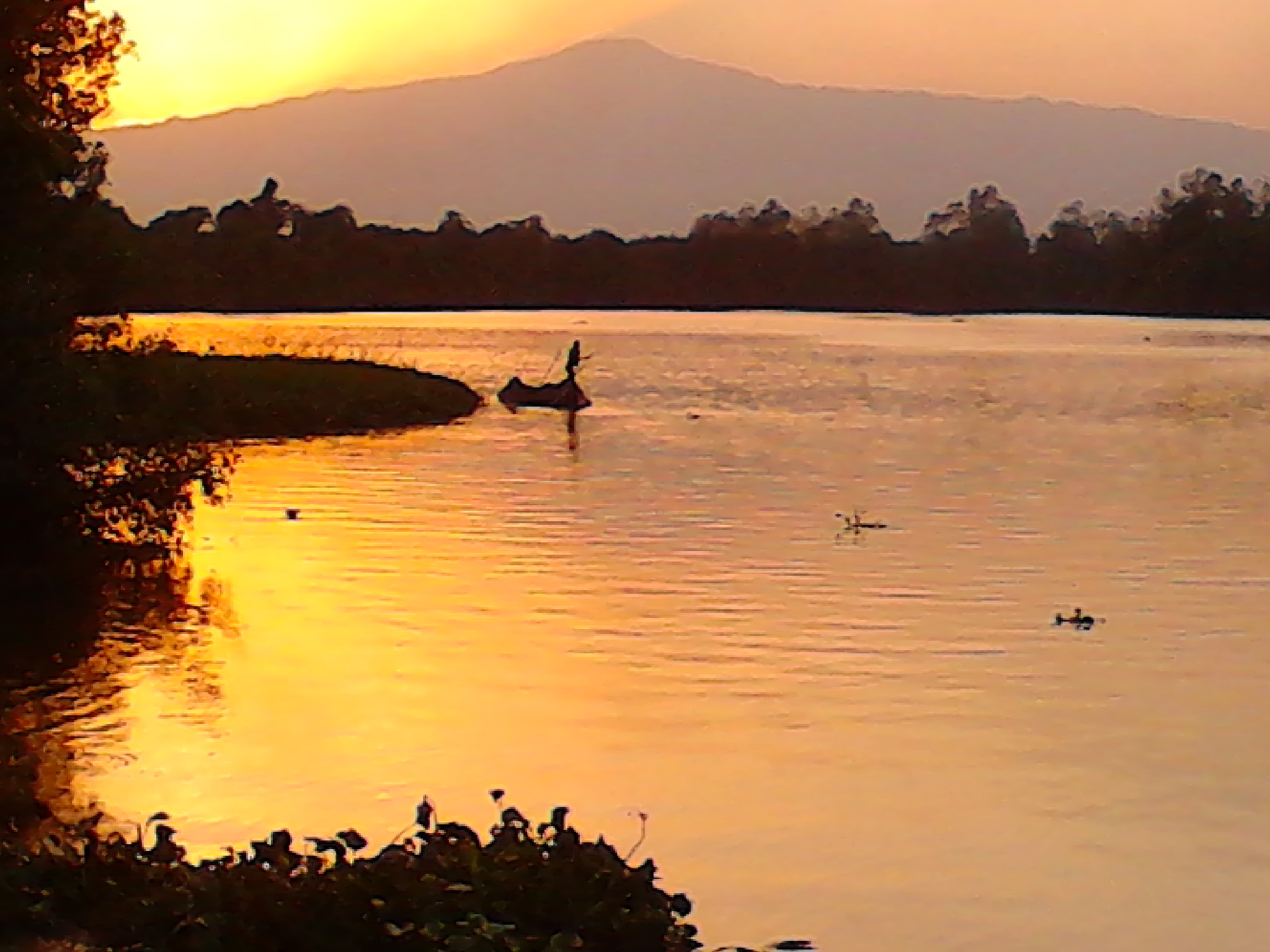
Coucher du soleil à Bonendale (2013)
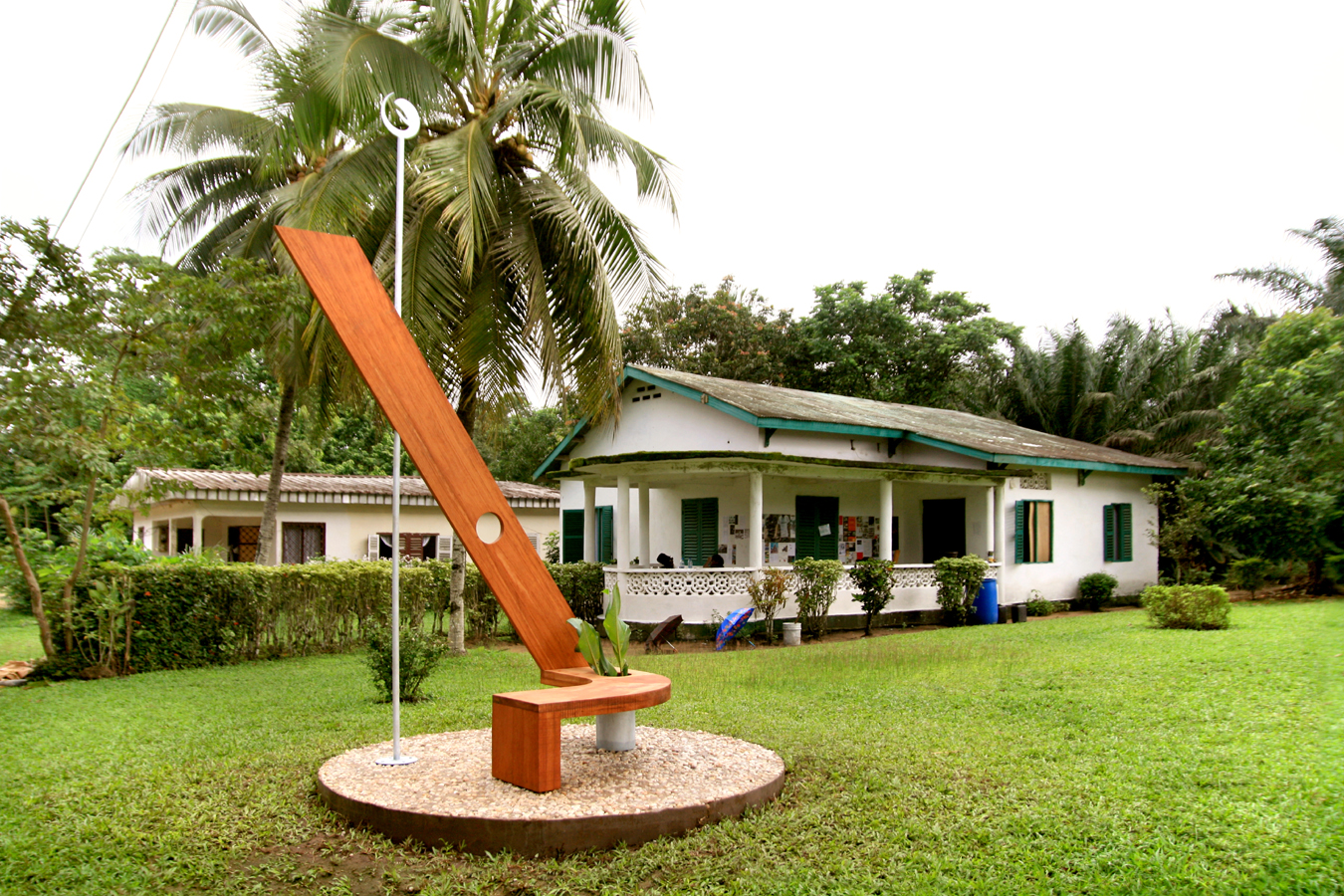
Bonendale, résidence d'artistes (2012)
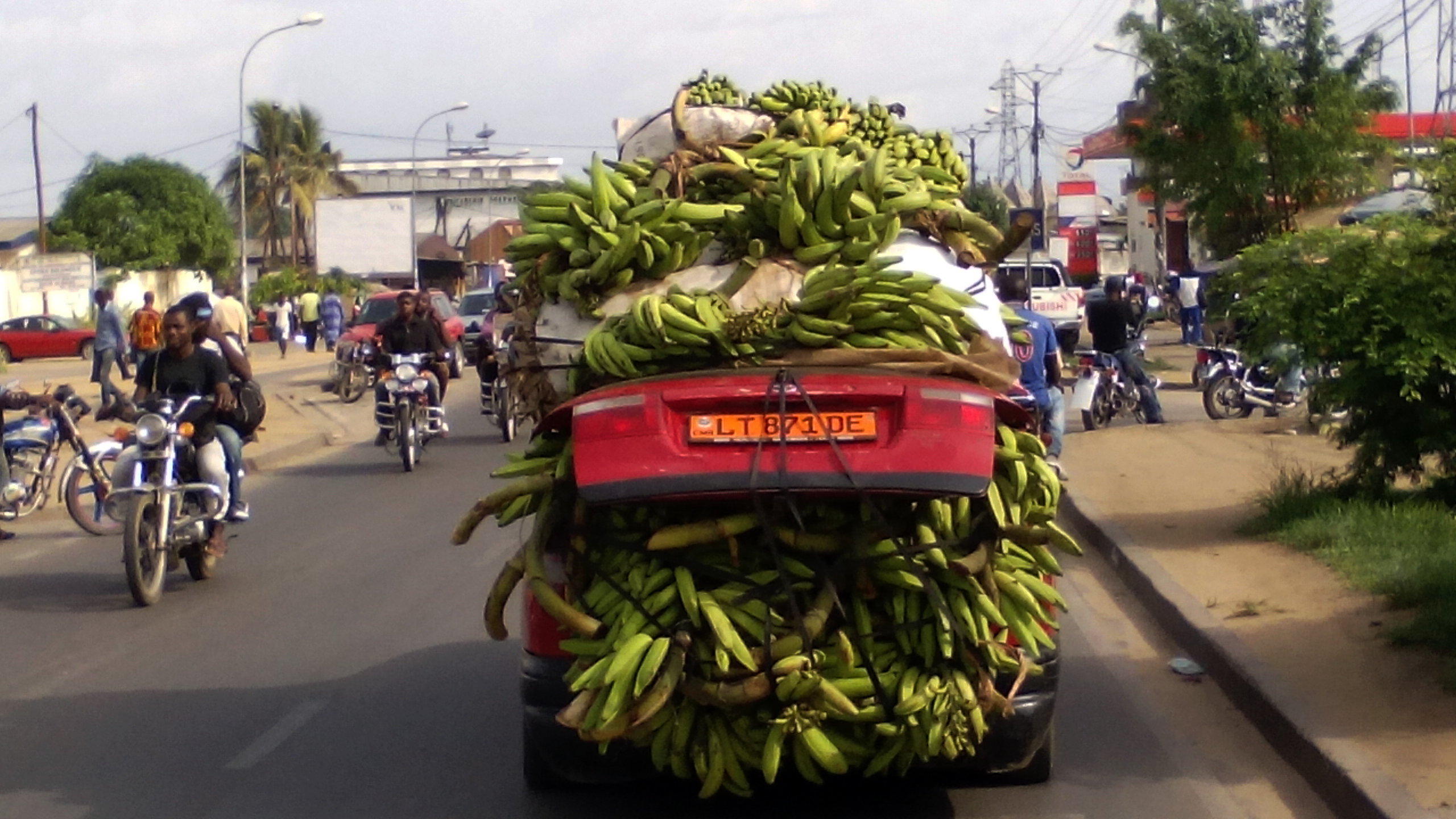
Dans les rues de Bonabéri (2015).
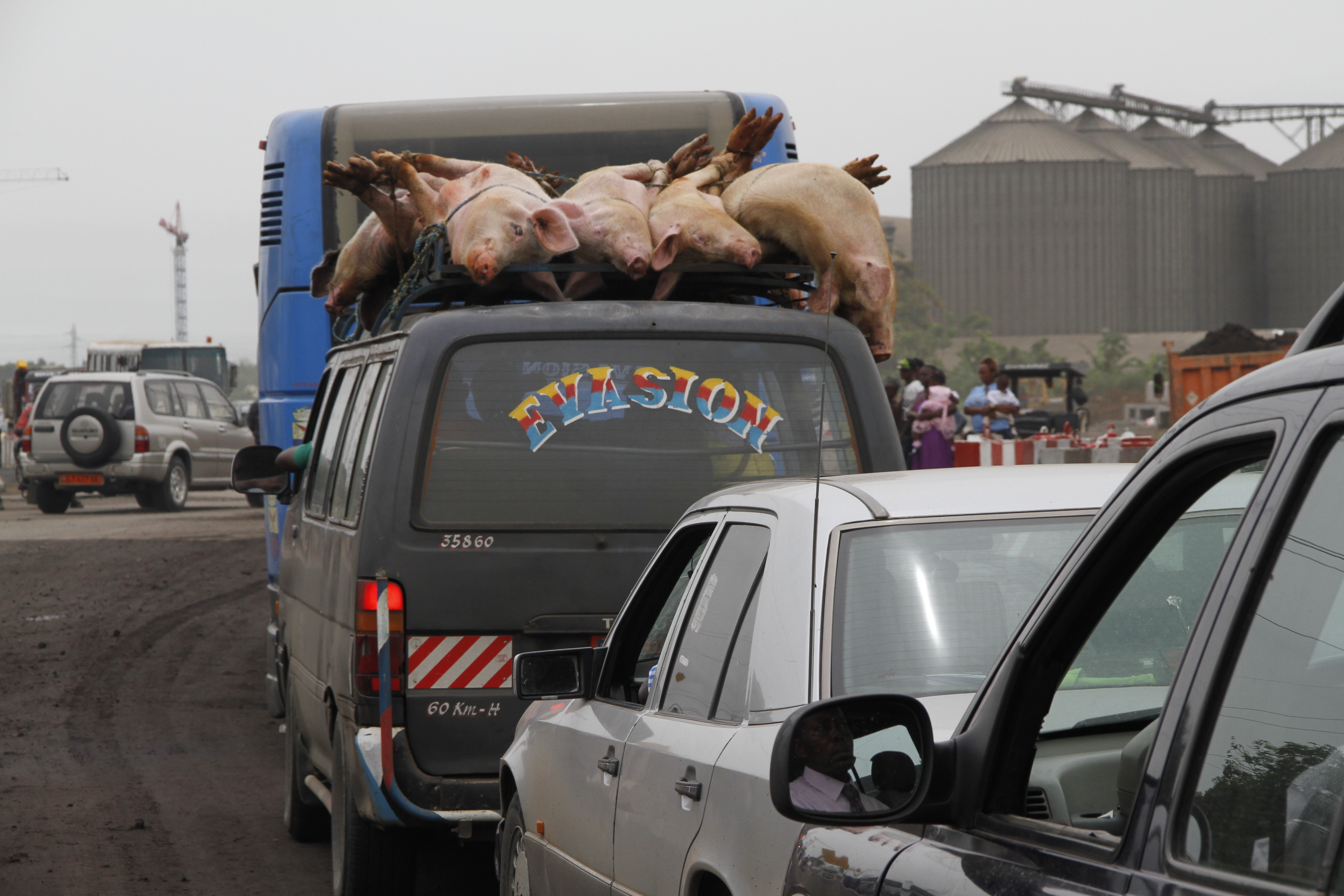
Circulation dans la rue à Bonabéri, Douala
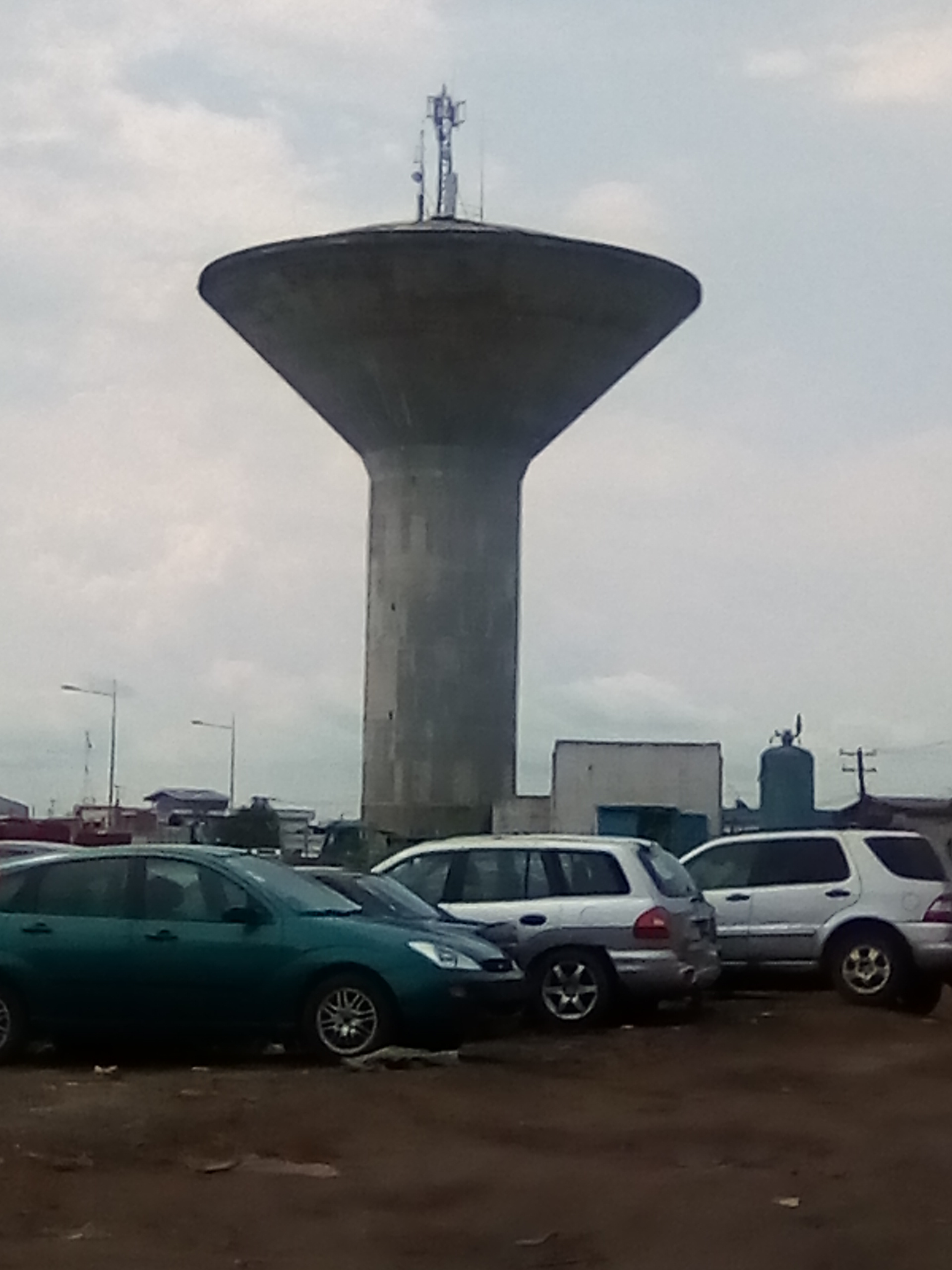
Château d'eau de Bonabéri
Carrefour 4 étages à Bonabéri
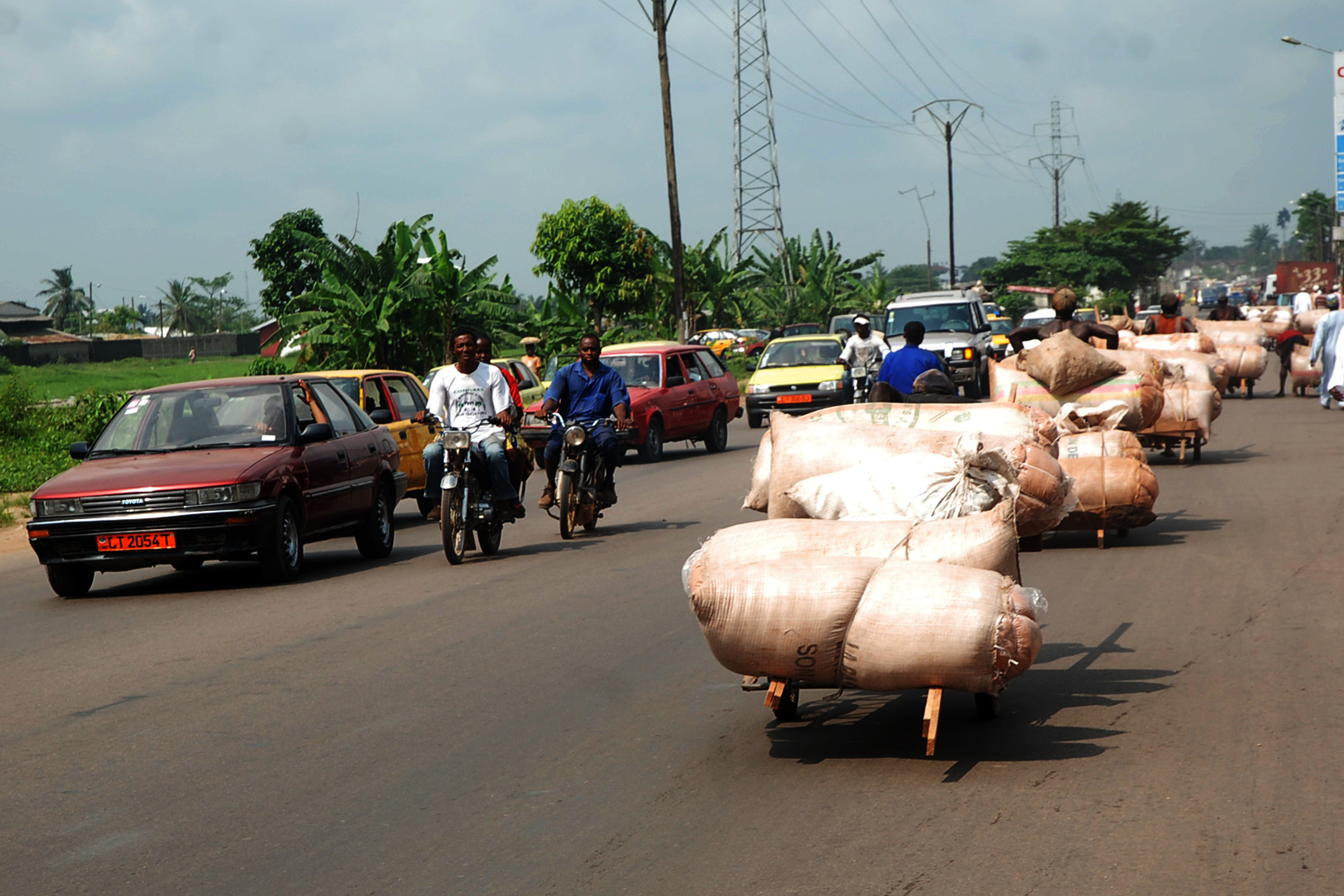
Transport de sciure à la nouvelle route (Bessékè) Bonabéri
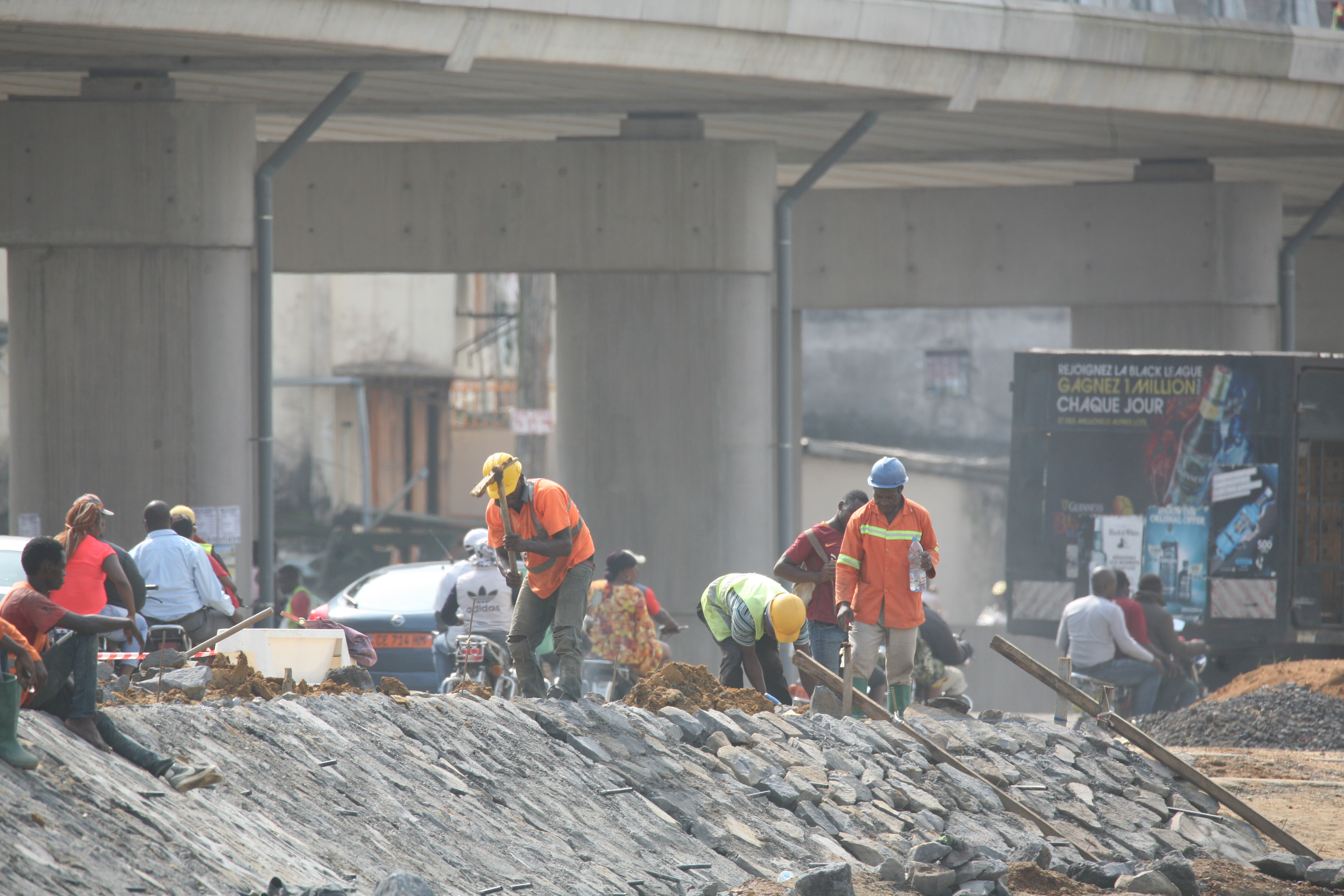
Chantier routier de l'échangeur carrefour FOKOU à Bonabéri
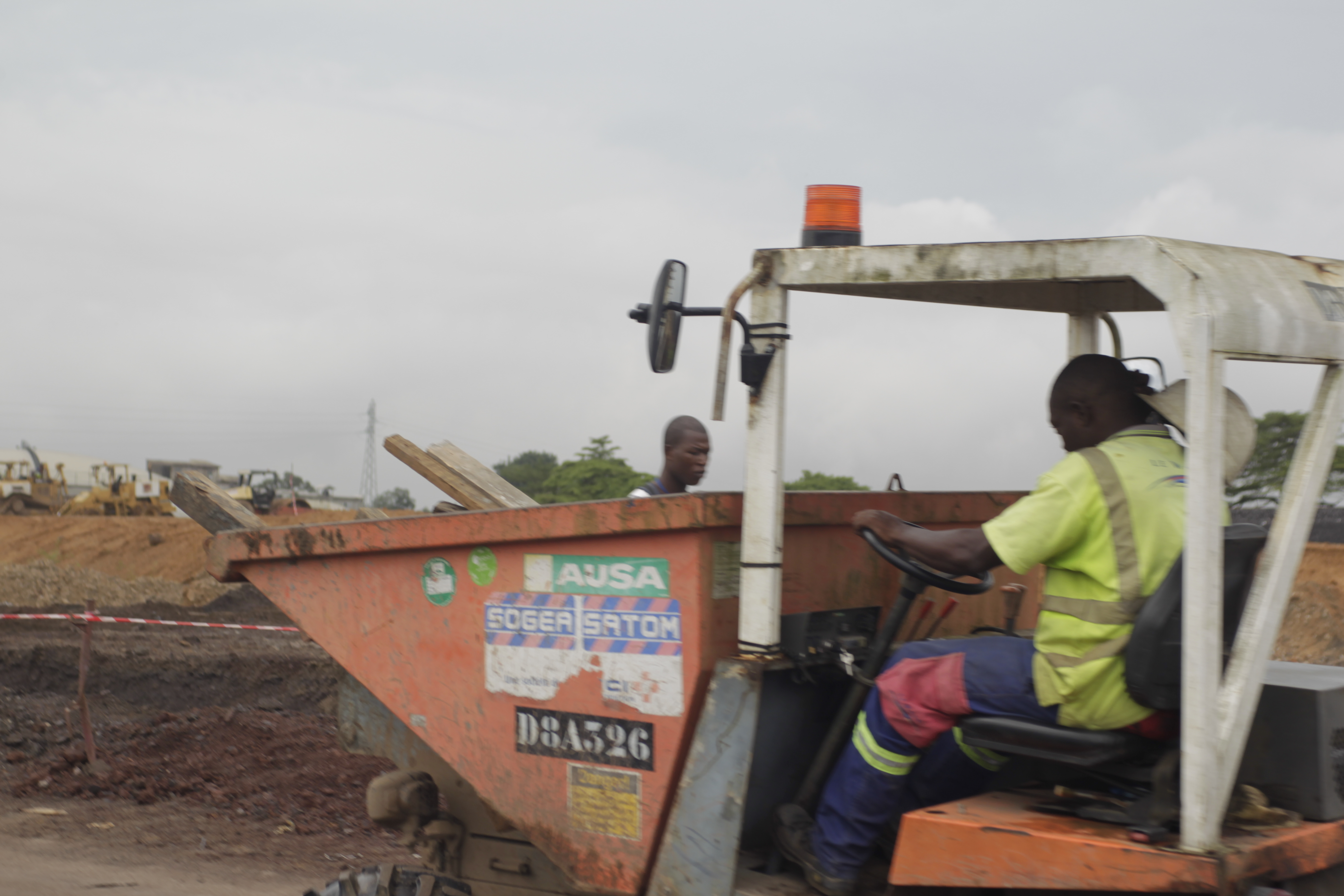
Femme conductrice d'engin à 4 étages, Bonabéri
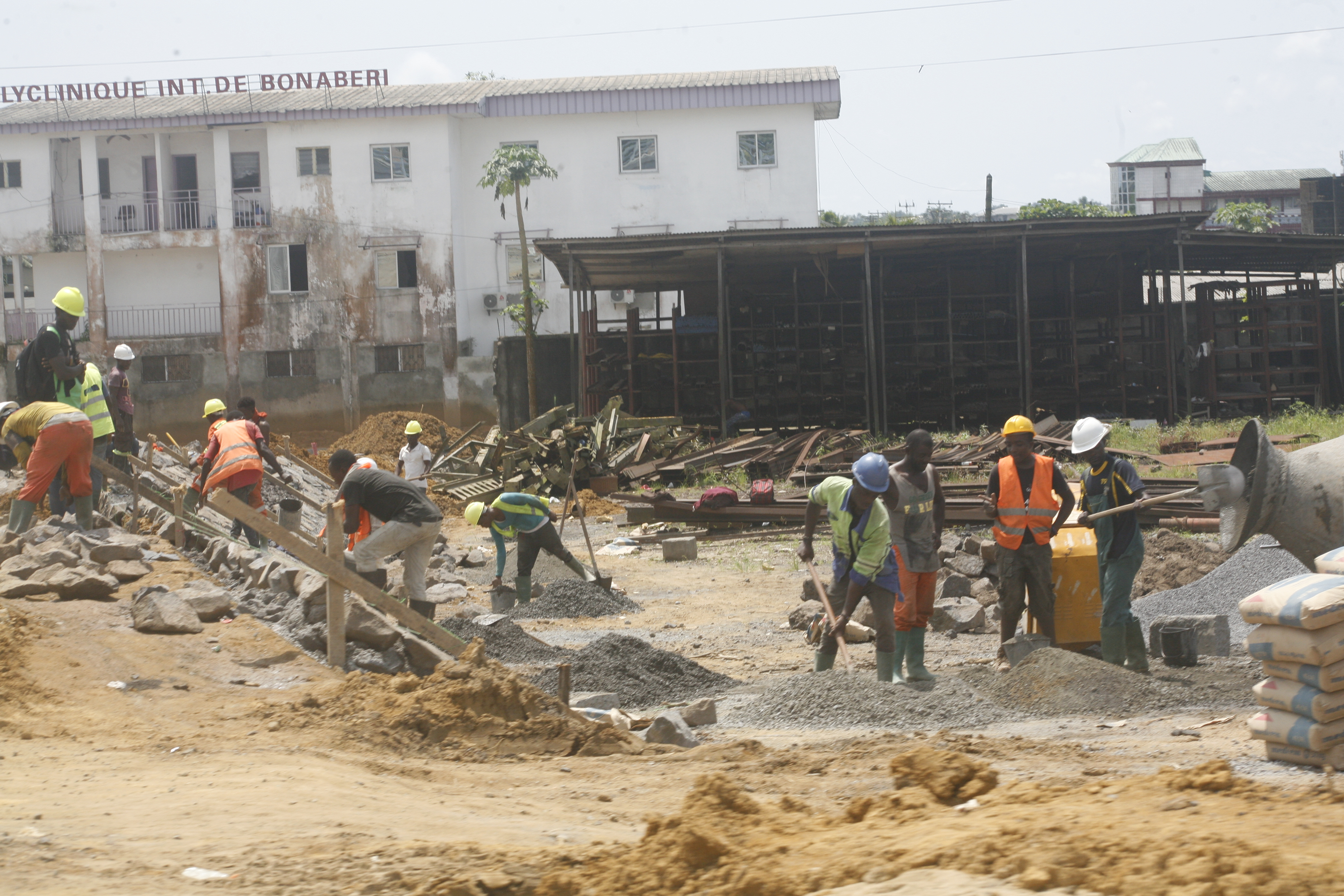
Maintenance de la chaussée à Bonabéri
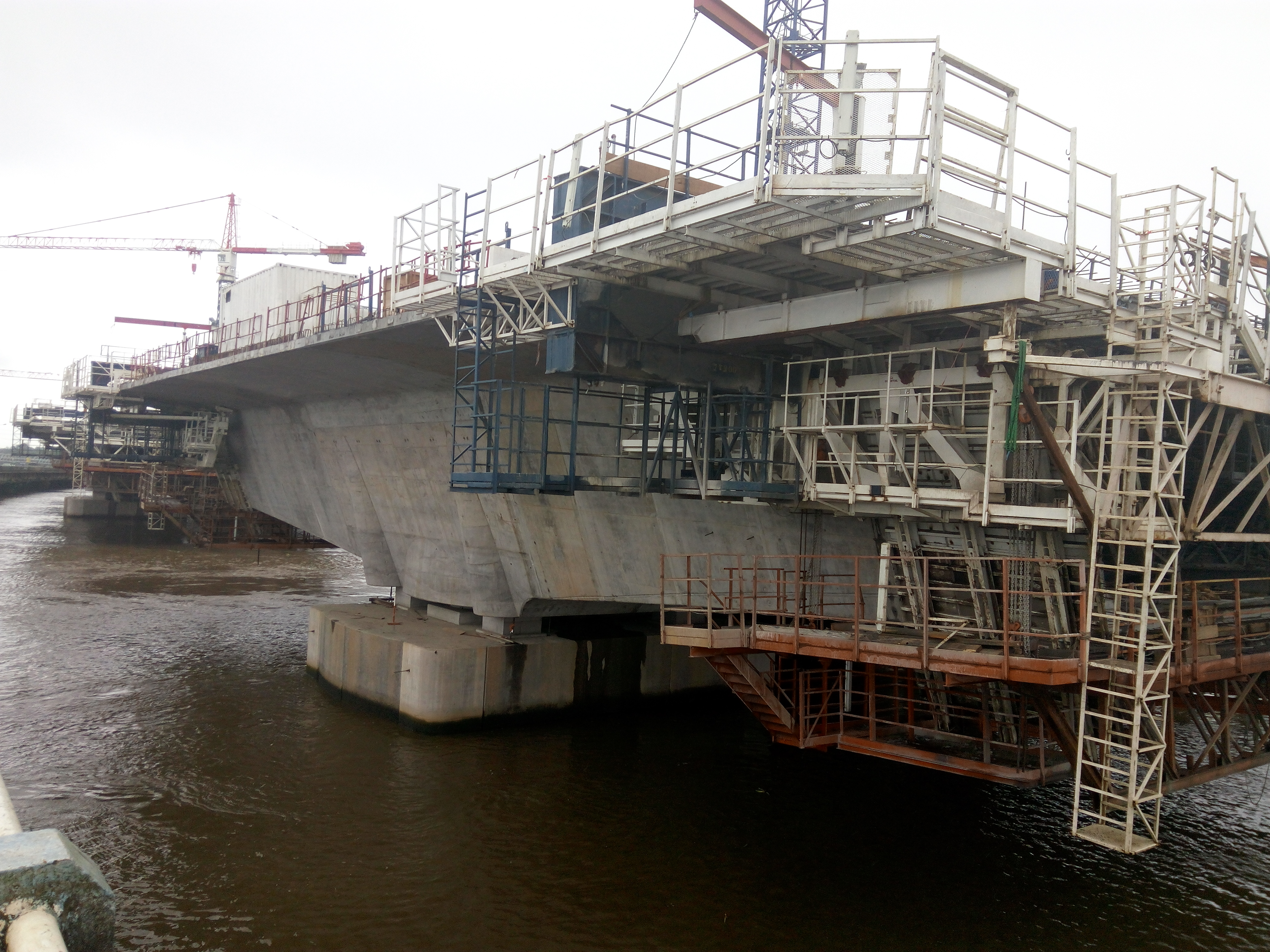
Chantier du pont sur le Wouri, vue de Bonabéri
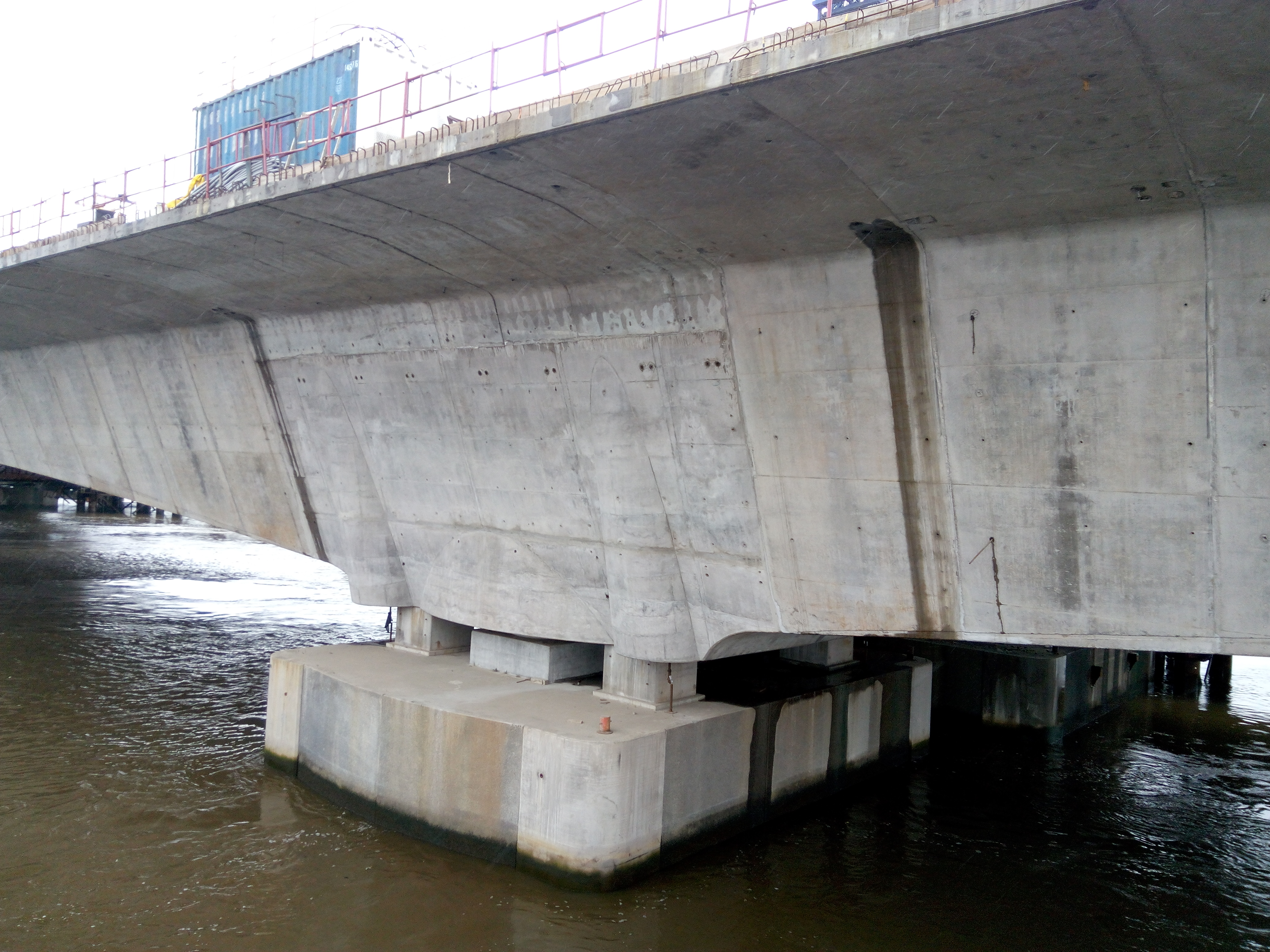
Pont sur le fleuve Wouri vue de Bonabéri
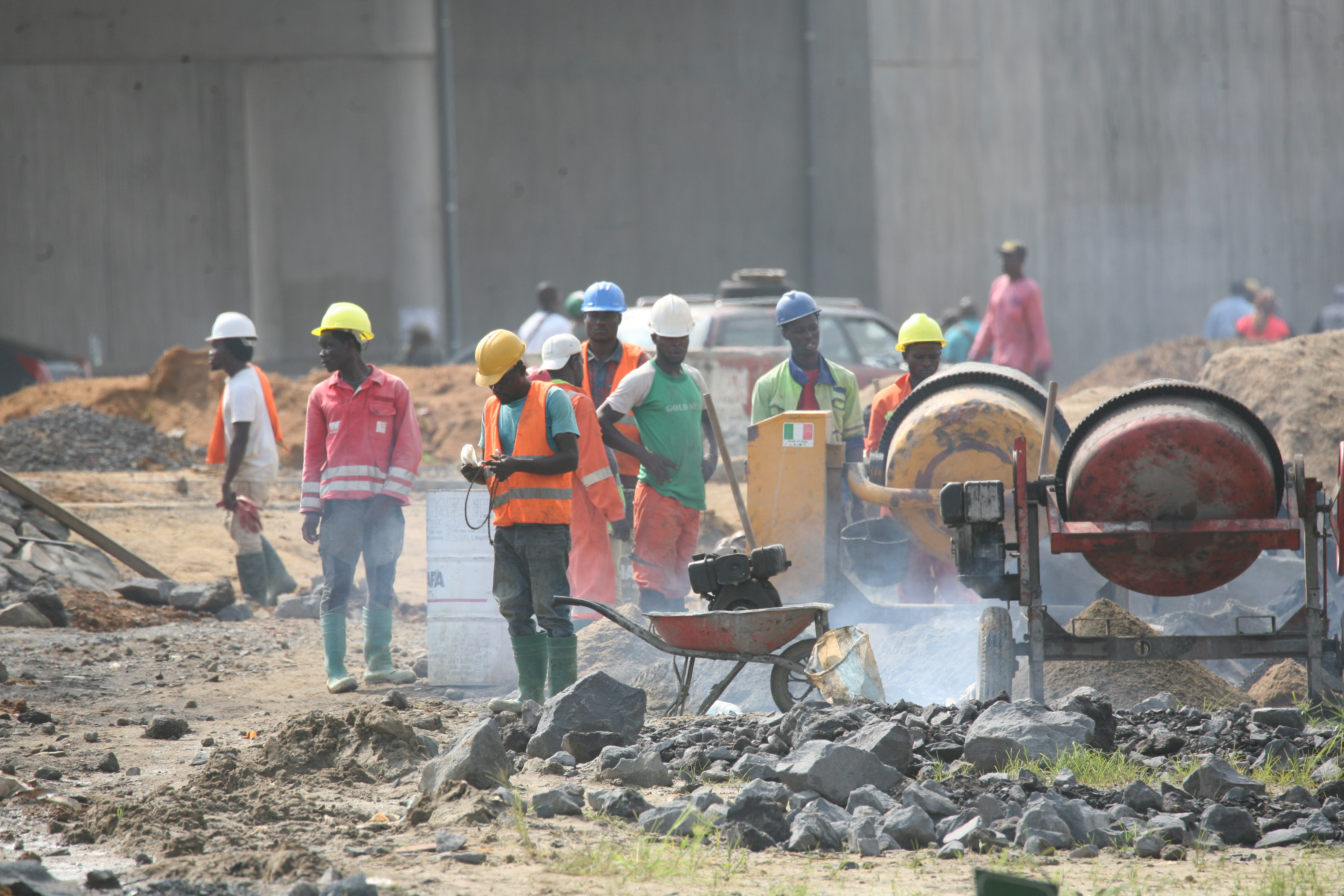
Ouvriers routiers sur chantier à Bonabéri
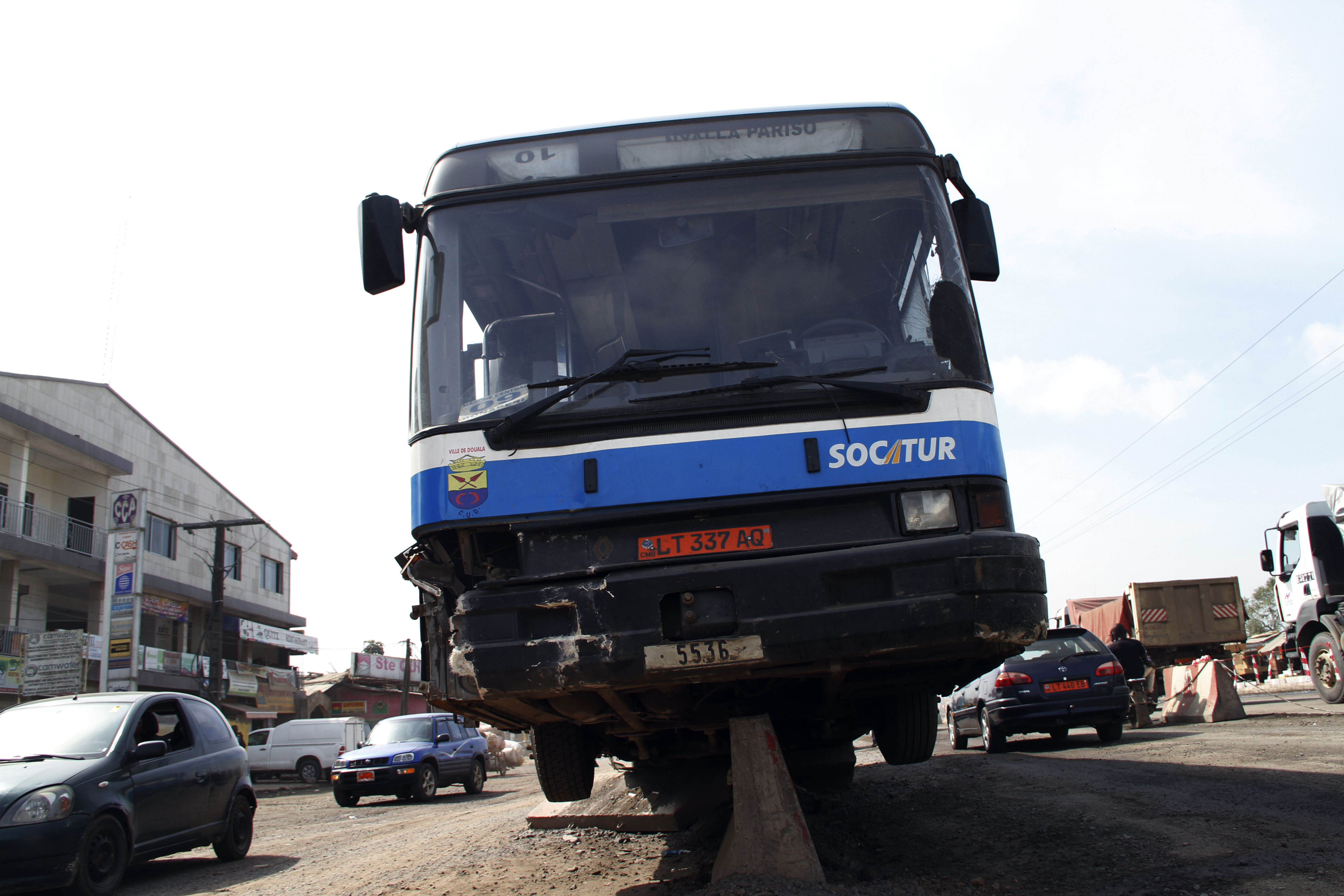
Accident routier à 4 étages, Bonabéri

## Personnalités liées à Bonabéri
- Lock Priso Bell (1846-1916), roi d'Hickory Town.
- Joseph Ekollo, pasteur protestant et cotraducteur de la Bible en douala
- Thomas Ekollo, pasteur protestant
- Pierre Moukoko Mbonjo, homme politique
- Nathalie Brigaud Ngoum, chef cuisinière
- Koum Frédéric Amond, maire de Bonaberi
- Carlos Takam, boxeur international